# Aeroporto Internacional de Recoima
Aeroporto Internacional Ras Al Khaimah (IATA: RKT, ICAO: OMRK) (em árabe: مطار رأس الخيمة الدولي  مطار  الدولي) é um aeroporto internacional localizado em Recoima, nos Emirados Árabes Unidos. O aeroporto possui dois terminais de passageiros, bem como instalações de carga, manutenção de aeronaves e treinamento de aviação.

## História

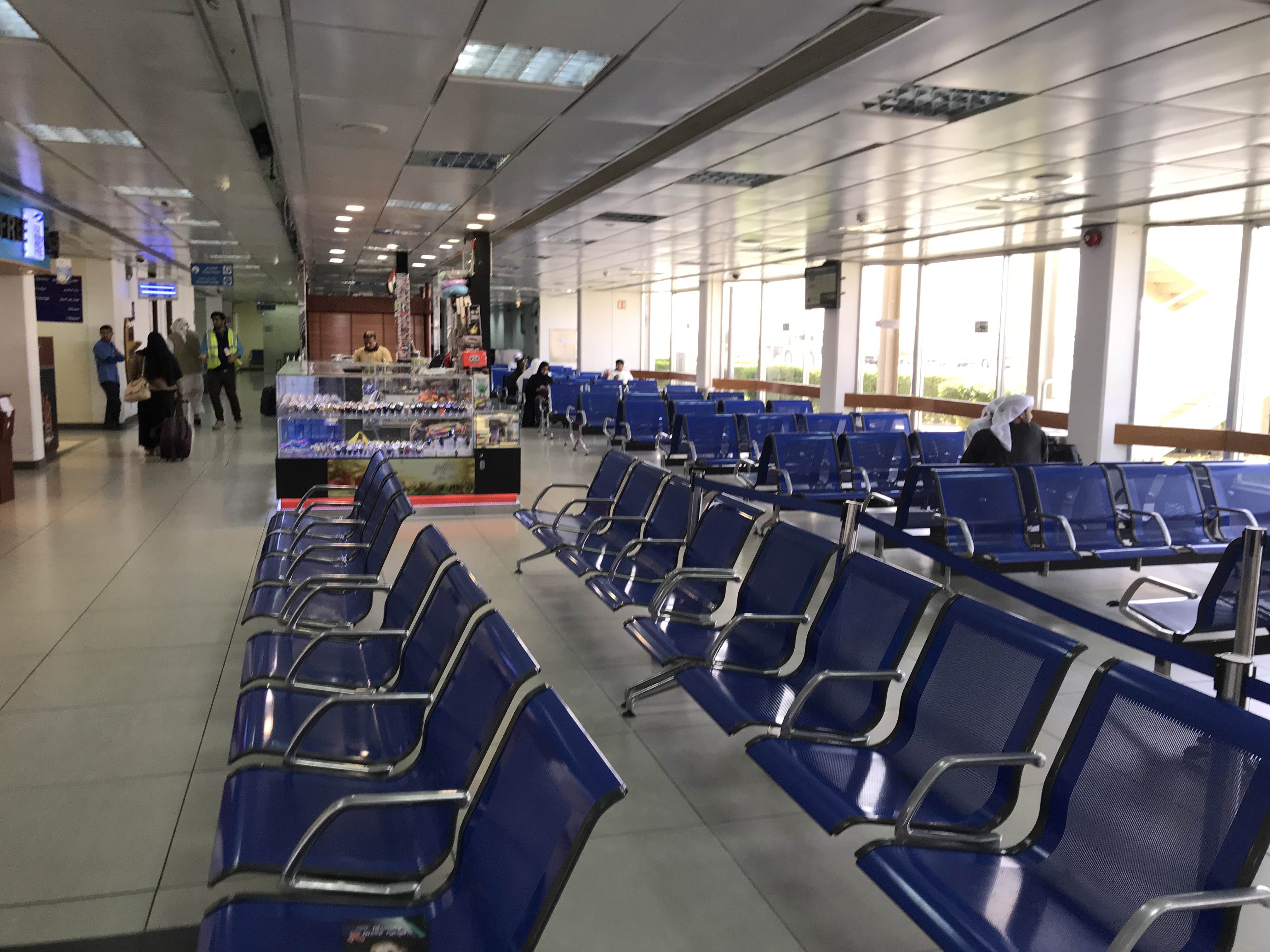
Interior do terminal

Em 1976, o aeroporto foi inaugurado pelo governante do RAK, Sheikh Saqr bin Mohammad Al Qasimi. Em 2007, a RAK Airways começou a operar como companhia aérea nacional com um hub no aeroporto. Suspendeu as operações regulares em 2008 devido à crise econômica global. Foi relançado em 2010 com nova marca e gestão, mas suspendeu as operações definitivamente em 2013.
Em 2014, a Air Arabia iniciou seus voos comerciais para diferentes destinos, incluindo Paquistão, Egito, Arábia Saudita e Bangladesh, após a suspensão da RAK Airways . Ras Al Khaimah foi designado como um centro para a Air Arabia por um período de dez anos, prorrogável posteriormente.
Com um crescimento de 25% em relação ao ano anterior em 2013 (embora a partir de uma base baixa), o aeroporto foi reorientado com esforços para atrair investidores, em particular de estabelecimentos sob a Zona Franca de Ras Al Khaimah.